# Infanta (Quezon)
Infanta è una municipalità di seconda classe delle Filippine, situata nella Provincia di Quezon, nella regione di Calabarzon.
Infanta è formata da 36 baranggay:
- Abiawin
- Agos-agos
- Alitas
- Amolongin
- Anibong
- Antikin
- Bacong
- Balobo
- Bantilan
- Banugao
- Batican
- Binonoan
- Binulasan
- Boboin
- Catambungan
- Cawaynin
- Comon
- Dinahican

- Gumian
- Ilog
- Ingas
- Langgas
- Libjo
- Lual
- Magsaysay
- Maypulot
- Miswa
- Pilaway
- Pinaglapatan
- Poblacion 1 (Barangay 1)
- Poblacion 38 (Poblacion Barangay 2)
- Poblacion 39 (Poblacion Barangay 3)
- Pulo
- Silangan
- Tongohin
- Tudturan